# Rodrigo Ely
Rodrigo Ely  (Lajeado, Brasil, 3 de noviembre de 1993) es un futbolista profesional brasileño con pasaporte italiano. Juega como defensa en el Grêmio F.-B. P. A. del Campeonato Brasileño de Serie A.

## Trayectoria Deportiva

### Comienzos
Salió muy joven de su natal Brasil, para probar suerte en el fútbol italiano, cuando fue adquirido por el A. C. Milan, fue cedido 3 temporadas seguidas, a distintos clubes de Serie B, hasta regresar nuevamente en la temporada 2015-16 al equipo lombardo, ahora bajo las órdenes de Siniša Mihajlović.

### Reggina y Varese
En las temporadas 2012-13 y 2013-14 se va cedido a los equipos de Serie B Reggina y Varese ahí no ve mucha participación pero adquiere experiencia para un futuro regreso al A. C. Milan.

### Avellino
Desempeña su mejor temporada a nivel personal llevando a su equipo a ser una de las mejores defensas de toda la Serie B de esa temporada, regresando al A. C. Milan para la temporada 2015-16 luego de su cesión.

### A. C. Milan
Rodrigo regresa al club en el cual comenzó su carrera profesional para unirse a los trabajos de pretemporada con miras hacia la temporada 2015-16. Bajo las órdenes de Sinisa Mihajlovic adquiere confianza alineando contra rivales como el Bayern Múnich y el Tottenham. Es en esta temporada donde logra debutar en la Primera División Italiana, en el primer partido de la temporada contra Fiorentina en el estadio Artemio Franchi; Rodrigo tiene el más desafortunado de los inicios al ser expulsado por acumulación de tarjetas y generando la falta que sería convertida en el primer gol de la derrota 2-0 de los rossoneri. No ha vuelto a jugar desde entonces por Serie A.

### España
El Deportivo Alavés oficializó el 1 de agosto de 2017 su llegada por una cifra cercana a los 3 millones de euros. Firmó por cuatro temporadas. Llegó en el mercado de invierno en calidad de cedido y fue haciéndose un sitio y terminó la temporada como una de las referencias del equipo en defensa. Sumó 10 partidos en La Liga, con un gol, y un partido en la Copa del Rey, donde fue finalista.
En septiembre de 2021, tras haber abandonado el equipo vitoriano, se fue al Nottingham Forest F. C., no llegando a debutar antes de rescindir su contrato el 31 de enero del año siguiente. A pesar de ello, siguió entrenando con ellos antes de regresar en marzo de 2022 al fútbol español tras comprometerse con la U. D. Almería hasta final de temporada. Ayudó, tanto en defensa como en ataque, a lograr el ascenso a Primera División, por lo que en junio renovó por dos años.
El 1 de agosto de 2023 fue anunciada por Grêmio F.-B. P. A. su llegada a Brasil el día siguiente para pasar reconocimiento médico y acabar de cerrar su incorporación. Esta se completó a los dos días y firmó hasta 2025.

## Clubes
- Actualizado el 20 de noviembre de 2024.

| Club                    | País       | Año       | Partidos | Goles |
| ----------------------- | ---------- | --------- | -------- | ----- |
| A. C. Milan             | Italia     | 2012      | 0        | 0     |
| Reggina Calcio (cesión) | Italia     | 2012-2013 | 30       | 1     |
| A. S. Varese (cesión)   | Italia     | 2013-2014 | 41       | 0     |
| U. S. Avellino          | Italia     | 2014-2015 | 35       | 0     |
| A. C. Milan             | Italia     | 2015-2017 | 4        | 0     |
| Deportivo Alavés        | España     | 2017-2021 | 85       | 5     |
| Nottingham Forest F. C. | Inglaterra | 2021-2022 | 0        | 0     |
| U. D. Almería           | España     | 2022-2023 | 48       | 3     |
| Grêmio F.-B. P. A.      | Brasil     | 2023-act. | 48       | 1     |

## Palmarés

### Títulos estatales
| Título            | Club               | Estado             | Año  |
| ----------------- | ------------------ | ------------------ | ---- |
| Campeonato Gaúcho | Grêmio F.-B. P. A. | Río Grande del Sur | 2024 |

### Títulos nacionales
| Título                     | Club          | País   | Año  |
| -------------------------- | ------------- | ------ | ---- |
| Supercopa de Italia        | A. C. Milan   | Italia | 2016 |
| Segunda División de España | U. D. Almería | España | 2022 |